# Rhoda Abbott
Rhoda Mary Abbott (née Hunt) (14 de janeiro de 1873 – 18 de fevereiro de 1946) foi uma passageira do RMS Titanic. Foi a única mulher que caiu na água durante o naufrágio e sobreviveu.

## Vida pregressa e oTitanic
Abbott nascida Rhoda Mary Hunt em Aylesbury, Buckinghamshire, em 14 de janeiro de 1873, filha de Joseph Hunt e sua esposa Sarah Green Hunt. Ela cresceu em Aylesbury e passou parte da juventude em St Albans com sua família, antes de mudar para os Estados Unidos em 1894. Logo que chegou em Providence, Rhode Island, ela conheceu o campeão londrino dos pesos-médios Stanton Abbott, com quem se casou logo depois em 1895. O casal teve dois filhos: Rossmore (nascido em 21 de fevereiro de 1896) e Eugene (nascido em 31 de março de 1899). Além de dona de casa, participava da igreja Grace Episcopal Church local.
Em 1911, Abbott se divorciou de seu marido e retornou à Inglaterra com seus filhos a bordo do RMS Olympic, atuando como costureira bem como no Exército da Salvação. Entretanto, percebendo que os garotos não estava, felizes vivendo na Inglaterra, reservou passagens para retornar à América em abril de 1912. A família embarcou no RMS Titanic como passageiros da terceira classe em Southampton em 10 de abril. A bordo, ela fez amizade com Amy Stanley, Emily Goldsmith e May Howard, que tinham cabines próximas à dela.
Em 14 de abril de 1912, a família já estava dormindo quando o Titanic atingiu um iceberg. Por volta de 00:15 da manhã, eles foram alertados por um tripulantes que deviam colocar os coletes salva-vidas e seguir para o convés do navio. Após aguardar em uma fila de passageiros da terceira classe que seguiam para o convés, Abbott e seus filhos aguardaram na área do salão da segunda classe. Lá, conta-se que seu filho Rossmore ajoelhou em oração pedindo que a vida de sua mãe fosse poupada mesmo que ele e seu irmão não fossem salvos. Embora apenas mulheres e crianças estivessem autorizados a passar pelo portão, os filhos de Abbott puderam acompanhar sua mãe até os botes salva-vidas. Eles chegaram quando um dos últimos botes remanescentes, o Desmontável C, já tinha sido baixado por volta de 2:00 da manhã. Quando chegou sua vez de entrar no bote, ela percebeu que foi negado lugares para seus filhos e recuando recusou um lugar no bote.
Quando o navio afundou, Abbott foi varrida para longe do convés dentro da água. Ela tentou segurar seus filhos, mas sem sucesso. Tendo desistido de encontrá-los, e prestes a morrer de hipotermia na água congelante, ela conseguiu alcançar o Bote Desmontável A, que foi varrido do Titanic às 2:15. Horas se passaram antes do Quinto Oficial  Harold Lowe retornar ao local do naufrágio com o bote salva-vidas 14 na tentativa de resgatar os sobreviventes na água. Diversos ocupantes do Bote A ou sucumbiram ou caíram de volta na água gelada; das pessoas a bordo, Abbott foi uma das apenas 13 que sobreviveram. Seus dois filhos foram perdidos no mar e apenas o corpo de Rossmore foi posteriormente identificado.
De acordo com Stanley, Abbott não se arrependia de ter ficado no Titanic até seus momentos finais, pois isso permitiu que ela ficasse com seus filhos. A bordo do navio que os resgatou, o RMS Carpathia, Abbott recebeu cuidado especial no salão de fumantes. Suas pernas estavam profundamente comprometidas pela água fria, tanto que ela não conseguiu se mover até chegar em Nova Iorque. Lá foi hospitalizada por duas semanas no Saint Vincent's Catholic Medical Center em Manhattan. Ela foi uma das últimas sobreviventes a ter alta.

## Depois do naufrágio
Como resultado de todos os acontecimentos durante o naufrágio do Titanic, Abbott teve problemas respiratórios, incluindo ataques severos de asma, pelo resto de sua vida. Ela não conseguiu compreender a perda de seus filhos e se entristeceu por meses. Em 16 de dezembro de 1912, ela se casou com o amigo de longa data George Charles Williams e o casal se estabeleceu em Jacksonville, Flórida. Por volta de 1928, eles retornaram para a Inglaterra. Abbott cuidou de seu marido até a morte dele em 1938. Pelo restante de sua vida ela tentou imigrar novamente para a América mas sempre foi recusada.
Abbott morreu em Londres de insuficiência cardíaca resultante da hipertensão em 18 de fevereiro de 1946, aos 73 anos de idade.